# Нетесово (Омская область)
Нетесово — деревня в Нововаршавском районе Омской области России. Входит в состав Изумруднинского сельского поселения. Население 258 чел. (2010), 58 % (2002) из них — казахи .

## История
В соответствии с Законом Омской области от 30 июля 2004 года № 548-ОЗ «О границах и статусе муниципальных образований Омской области» деревня вошла в состав образованного муниципального образования «Изумруднинское сельское поселение».

## География
Нетесово находится в юго-восточной части региона, в пределах Ишимской равнины, являющейся частью Западно-Сибирской равнины.
Уличная сеть состоит из пяти географических объектов:
ул. Гагарина, ул. Зелёная, ул. Ленина, ул. Степная, ул. Школьная.
Абсолютная высота — 108 м над уровнем моря.

## Население
| 2010 |
| ---- |
| 258  |

Гендерный состав
По данным Всероссийской переписи населения 2010 года в гендерной структуре населения из 258 человек мужчин — 115, женщин — 143 (44,6 и	55,4 % соответственно).
Национальный состав
Согласно результатам переписи 2002 года, в национальной структуре населения казахи составляли 58 % от общей численности населения в 281 чел..

## Инфраструктура
Развитое сельское хозяйство. Личное подсобное хозяйство.

## Транспорт
Автодорога «Рассохино — Нетесово» (идентификационный номер 52 ОП МЗ Н-302) длиной 14,70 км..